# Hugo
Hugo es un nombre propio masculino de origen germánico, proveniente del vocablo hugiz (“mente, entendimiento”).

## Santoral
- 1 de abril,  San Hugo de Grenoble.
- 9 de abril, San Hugo de Ruan.
- 29 de abril, San Hugo de Cluny.
- 8 de octubre, San Hugo de Génova.
- 17 de noviembre, San Hugo de Noaria.
- 17 de noviembre, San Hugo de Lincoln.
- 12 de diciembre, San Hugo Icardo del Valle.

## Variantes
| Variantes en otras lenguas | Variantes en otras lenguas |
| -------------------------- | -------------------------- |
| Español                    | Hugo                       |
| Alemán                     | Hugo                       |
| Armenio                    | Ուգօ (Ugo)                 |
| Gallego                    | Hugo                       |
| Catalán                    | Hug                        |
| Checo                      | Hugo                       |
| Danés                      | Hugo                       |
| Euskera                    | Uga                        |
| Feroés                     | Jógvan                     |
| Finlandés                  | Hugo                       |
| Francés                    | Hugues, Hugo               |
| Húngaro                    | Hugó                       |
| Inglés                     | Hugh                       |
| Italiano                   | Ugo                        |
| Latín                      | Hugo                       |
| Lituano                    | Hugonas                    |
| Neerlandés                 | Hugo                       |
| Noruego                    | Hugo                       |
| Polaco                     | Hugon                      |
| Portugués                  | Hugo                       |
| Ruso                       | Гуго (Gugo), Hugoslav      |
| Sueco                      | Hugo                       |

## Personajes

#### Reyes
- Hugo de Arlés (880-947), rey de Italia (926-947).
- Hugo Capeto (940-996), rey de Francia (987-996), fundador de la dinastía de los Capetos.
- Hugo I de Chipre (1193-1218), rey de Chipre (1205-1218).
- Hugo II de Chipre (1252-1267), rey de Chipre (1253-1267).
- Hugo III de Chipre (1235-1284), rey de Chipre (1267-1284) y rey de Jerusalén (1268-1284, como Hugo I de Jerusalén).
- Hugo IV de Chipre, (1293-1359), rey de Chipre (1324-1358) y rey de Jerusalén (1324-1359, como Hugo II de Jerusalén).

#### Condes y duques
- Hugo de Tours (780-837), conde de Tours (829-837).
- Hugo el Abad (f. 886), marqués de Neustria, conde de Tours, Angers y Auxerre (866-886).
- Hugo de Alsacia (855-895), duque de Alsacia (867-895).
- Hugo el Grande (898–956), conde de París, marqués de Neustria (923-956), duque de los francos  (936-956) y conde de Auxerre (954-956).
- Hugo I de Maine (900-950), conde de Maine (900-950).
- Hugo I de Toscana (950–1001), marqués de Toscana (961-1001), duque de Spoleto y de Camerino (989-996).
- Hugo I de Ampurias (c. 965–1040), conde de Ampurias (991-1040).
- Hugo I de Nordgau, (920-940).
- Hugo I de Abbeville, (h. 970-1000).
- Hugo de Chalon (Auxerre), (1039).
- Hugo I de Campdavaine (1070).
- Hugo I de Rethel (1065-1118).
- Hugo I de Vermandois (1053-1101), conde de Vermandois (1080-1101).
- Hugo I de Clermont (1088-1101).
- Hugo I de Champagne (1093-1126).
- Hugo I de Roucy (1104-1160).
- Hugo I de Vaudémont (1118-1165).
- Hugo I de Rodez (1159).
- Hugo I de Metz (1145-1159).
- Hugo I de Lunéville (1171-1220).

#### Nobles
- Hugo I de Bourgogne (1076-1079).
- Hugo I de Lusignan.
- Hugo I de Hébron (1104).
- Hugo I Embriaco (1127-1135).
- Hugo I de Parthenay, (1182-1218).
- Hugo I de Puiset.

#### Eclesiásticos
- Hugo I (obispo de Sées).
- Hugo I (obispo de Verdún) (923-925).
- Hugo I (obispo de Liège) (945-947).
- Hugo I (obispo de Gap) (971-1010).
- Hugo I (arzobispo de Besançon) (1031-1067).
- Hugo I (obispo de Troyes) (h. 1075).
- Hugo I (abad de Etival) (1150-1158).

#### Otros personajes destacados
- Hugo Carvajal, militar y político venezolano.
- Hugo Carvajal Donoso, político boliviano.
- Hugo Moyano, sindicalista.
- Hugo Gatti, futbolista argentino.
- Hugo Grocio, jurista, escritor y poeta neerlandés.
- Hugo Alfvén, director de orquesta y compositor sueco.
- Víctor Hugo, escritor, poeta, político, dramaturgo y autor francés.
- Hugo Theodor Theorell, científico sueco ganador del Premio Nobel de Medicina en el año 1955.
- Hugo Münsterberg, psicólogo germano-estadounidense.
- Hugh David Politzer, físico teórico estadounidense ganador del Premio Nobel de Física 2004.
- Hugo Pratt, novelista, escritor y autor italiano.
- Hugo Haas, actor y director de cine checo.
- Hugo Claus, dramaturgo, poeta, escritor, director de cine, pintor, autor y traductor belga.
- Hugh Jackman, actor australiano de cine, teatro y televisión.
- Hugh Grant, actor y productor británico.
- Hugh Laurie, actor, humorista, escritor y músico británico.
- Hugh Griffith, actor británico ganador de un Premio Óscar.
- Hugo Chávez, expresidente de la República Bolivariana de Venezuela.
- Hugo Sánchez, exfutbolista y entrenador mexicano de fútbol.
- Hugo de Censi, sacerdote italiano fundador de la Operación Mato Grosso.
- Hugo Ferdinand Boss, fundador de la casa de moda Hugo Boss AG.
- Hugo Lloris, futbolista francés.
- Hugo Silva, actor y modelo español.
- Hugo Dyson, académico y escritor británico, miembro de los Inklings.

## Negocios
- Hugo Boss AG, casa de moda de lujo alemana.